# Открытый чемпионат Австралии по теннису 2018
Открытый чемпионат Австралии 2018 (англ. Australian Open 2018) — 106-й розыгрыш ежегодного профессионального теннисного турнира серии Большого шлема, проводящегося в австралийском городе Мельбурн на кортах местного спортивного комплекса «Мельбурн Парк». Традиционно выявляются победители соревнования в девяти разрядах: в пяти — у взрослых и четырёх — у старших юниоров. Также в рамках розыгрыша прошли турниры легенд (среди мужчин и женщин) и теннисные турниры на инвалидных колясках (в шести разрядах).
В 2018 году матчи основных сеток состоялись с 15 по 28 января (игры квалификации с 10 по 14 января). Соревнование традиционно открывает сезон турниров серии в рамках календарного года.

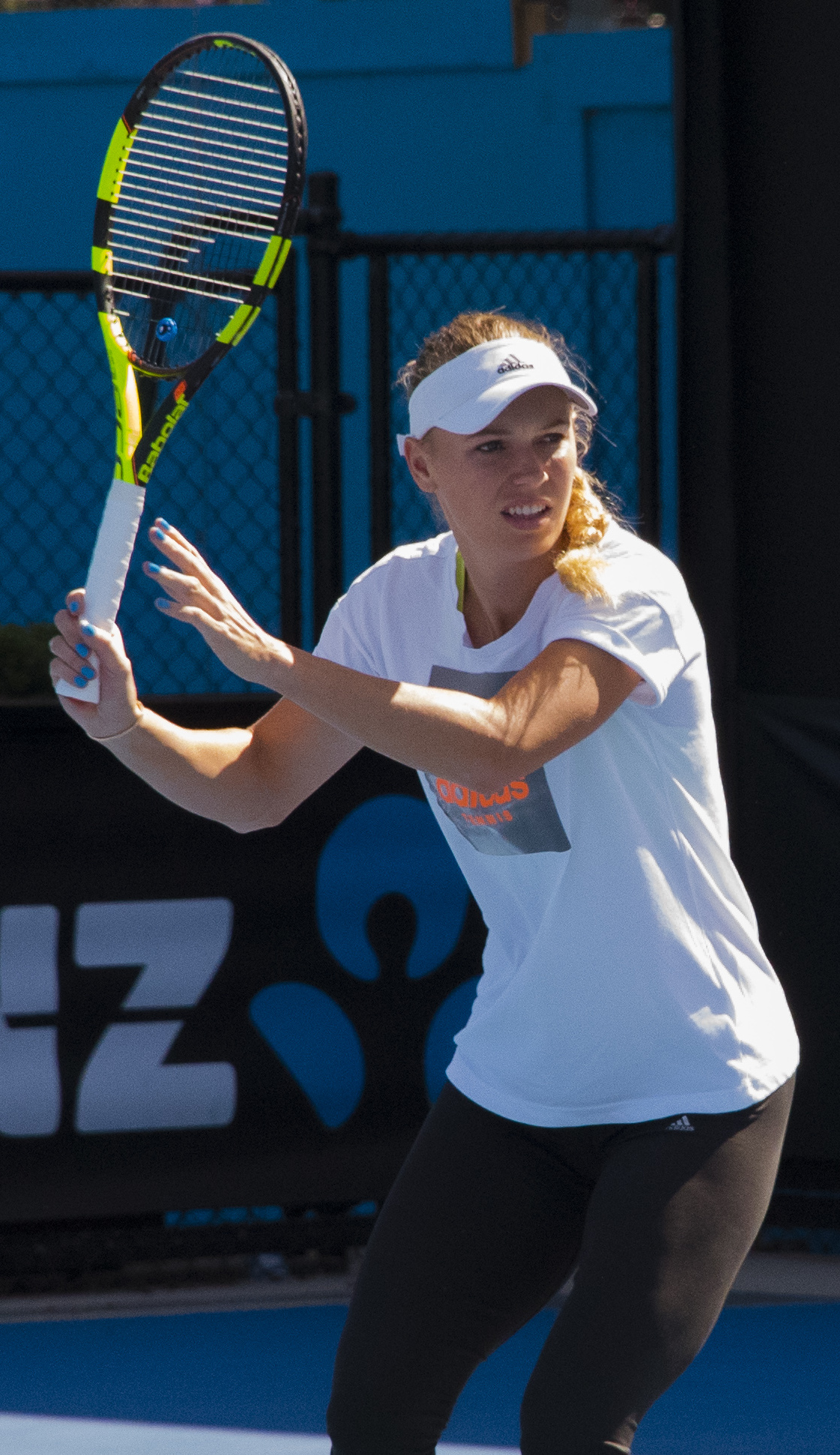
Победительница женских одиночных соревнований Каролина Возняцки

## Соревнования

### Взрослые

#### Мужчины. Одиночный турнир
Роджер Федерер обыграл в финале  Марина Чилича со счётом 6-2 6-7(5-7) 6-3 3-6 6-1
- Федерер выиграл 1-й титул в сезоне и 20-й за карьеру на соревнованиях серии (6-й на турнире).
- Федерер выиграл 1-й одиночный титул в сезоне и 96-й за карьеру в туре ассоциации.
- Чилич уступил 1-й финал в сезоне и 2-й за карьеру на соревнованиях серии.
- Чилич сыграл 1-й одиночный финал в сезоне и 31-й за карьеру в туре ассоциации.

#### Женщины. Одиночный турнир
Каролина Возняцки обыграла в финале  Симону Халеп со счётом 7-6(2), 3-6, 6-4
- Возняцки выиграла дебютный титул на соревнованиях серии.
- Возняцки выиграла 1-й одиночный титул в сезоне и 28-й за карьеру в туре ассоциации.
- Халеп уступила 1-й финал в сезоне и 3-й за карьеру на соревнованиях серии.
- Халеп сыграла 2-й одиночный финал в сезоне и 29-й за карьеру в туре ассоциации.

#### Мужчины. Парный турнир
Оливер Марах и  Мате Павич обыграли в финале  Хуана Себастьяна Кабаля и  Роберта Фару со счётом 6-4, 6-4.
- Марах и Павич выиграли дебютный титул в мужских парах на соревнованиях серии.
- Марах выиграл 3-й парный титул в сезоне и 20-й за карьеру в туре ассоциации.
- Павич выиграл 3-й парный титул в сезоне и 11-й за карьеру в туре ассоциации.

#### Женщины. Парный турнир
Тимея Бабош и  Кристина Младенович обыграли в финале  Елену Веснину и  Екатерину Макарову со счётом 6-4, 6-3
- Бабош выиграла дебютный титул на соревнованиях серии.
- Младенович выиграла 1-й титул в сезоне и 2-й за карьеру на соревнованиях серии.
- Бабош выиграла 1-й парный титул в сезоне и 17-й за карьеру в туре ассоциации.
- Младенович выиграла 1-й парный титул в сезоне и 17-й за карьеру в туре ассоциации.

#### Микст
Габриэла Дабровски и  Мате Павич обыграли в финале  Тимею Бабош и  Рохана Бопанну со счётом 2-6, 6-4, [11-9]
- Дабровски выиграла 1-й титул в сезоне и 2-й за карьеру на соревнованиях серии.
- Павич выиграл 1-й титул в сезоне и 2-й за карьеру на соревнованиях серии.

### Юниоры

#### Юноши. Одиночный турнир
Себастьян Корда обыграл в финале  Цзэн Цзюньсиня со счётом 7-6(6), 6-4

#### Девушки. Одиночный турнир
Лян Эньшуо обыграла в финале  Клару Бюрель со счётом 6-3, 6-4

#### Юноши. Парный турнир
Юго Гастон /  Клеман Табюр —  Рудольф Моллекер /  Хенри Сквире — 6-2, 6-2

#### Девушки. Парный турнир
Лян Эньшуо и  Ван Синьюй обыграли в финале  Вайолет Аписах и  Лулу Сун со счётом 7-6(4), 4-6, [10-5]

### Теннис на колясках

#### Мужчины. Одиночный турнир
Шинго Куниэда обыграл в финале  Стефан Хоудет со счётом 4-6, 6-1, 7-6(3)

#### Женщины. Одиночный турнир
Диде де Гроот обыграла в финале  Юи Камиджи со счётом 7-6(6), 6-4

#### Теннис на кресло-колясках. Одиночный разряд
Дилан Олкотт обыграл в финале  Дэвида Вагнера со счётом 7-6(1), 6-1

#### Мужчины. Парный турнир
Стефан Хоудет и  Николя Пайфер обыграли в финале  Альфи Хьюэтта и  Гордона Рида со счётом 6-4, 6-2

#### Женщины. Парный турнир
Маржолейн Буис и  Юи Камиджи обыграли в финале  Диде де Гроот и  Аниек ван Кут со счётом 6-0, 6-4

#### Теннис на кресло-колясках. Парный разряд
Дилан Олкотт и  Хит Дэвидсон обыграли в финале  Эндрю Лапторна и  Дэвида Вагнера со счётом 6-0, 6(5)-7, [10-6]